# Portada/article juny 3
Els manifestants provenien de diferents grups, des d'intel·lectuals que creien que el govern del Partit Comunista era massa repressiu i corrupte, a treballadors de la ciutat que creien que les reformes econòmiques a la Xina havien anat massa lluny i que la inflació i l'atur estaven amenaçant les seues formes de vida.

## Protestes de la Plaça de Tian'anmen
Les protestes de la Plaça de Tian'anmen de 1989, també conegudes, entre d'altres noms, com a incident del 4 de juny, van consistir en una sèrie de manifestacions liderades per estudiants a la República Popular de la Xina que van tenir lloc entre el 15 d'abril i el 4 de juny de 1989. La protesta rep el nom del lloc on l'Exèrcit Popular d'Alliberament va suprimir la mobilització: la plaça de Tian'anmen de Pequín.
Els manifestants provenien de diferents grups, des d'intel·lectuals que creien que el govern del Partit Comunista era massa repressiu i corrupte, a treballadors de la ciutat que creien que les reformes econòmiques a la Xina havien anat massa lluny i que la inflació i l'atur estaven amenaçant les seues formes de vida.
En un dels últims dies d'aquestes protestes es va prendre la foto guanyadora del World Press Photo de 1989, en la qual es veu un jove opositor (L'home del tanc de Tiananmen) s'estava parat enmig d'una avinguda tot aturant una columna de tancs que circulava per la via.